# أريل (كيمياء)
الأريل (Aryl) أو مجموعة آريل في سياق الجزيئات العضوية هي مجموعة وظيفية أو مستبدل مشتقة من حلقة عطرية بسيطة قد تكون الفينيل أو الثيوفين أو الإندول... إلخ. (اقرأ أيضا تسمية الاتحاد الدولي للكيمياء البحتة والتطبيقية). وتستخدم تسمية «أريل» على سبيل الاختصار أو التعميم.
مجموعة الأريل البسيطة هي فينيل، C6H5، وهي مشتقة من البنزين. المجموعة الكاملة CH3C6H4، مشتقة من التولوين (ميثيل بنزين). مجموعة زايليل (Xylyl)ا، (CH3)2C6H3 مشتقة من الزايلين (ثنائى ميثيل بنزين)

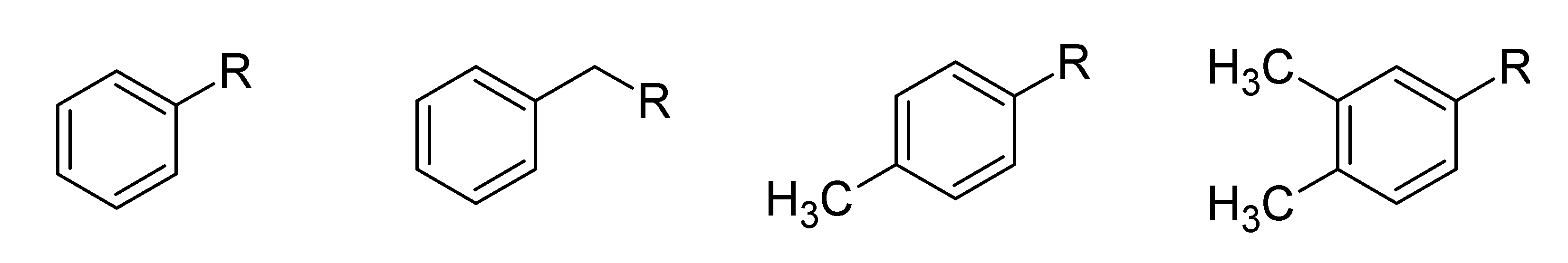
أنماط مختلفة من مجموعات الأريل المشتقة من البنزين. وهي مرتبة من اليسار إلى اليمين: فينيل، بنزيل، توليل، o-زايليل.

وقد يبدي ثنائي الأريل تماكب ضوئي محوري. والأريلة (بالإنجليزية: Arylation) هي أي عملية كيميائية بسيطة توصل فيها مجموعة أريل إلى مادة ما.

## اقرأ أيضًا
- ألكيل
- هيدروكربون عطري